# اونکل
شهر اونکل (به آلمانی: Unkel) در ایالت راینلند-فالتز در کشور آلمان واقع شده‌است.